# Bettelverhalten

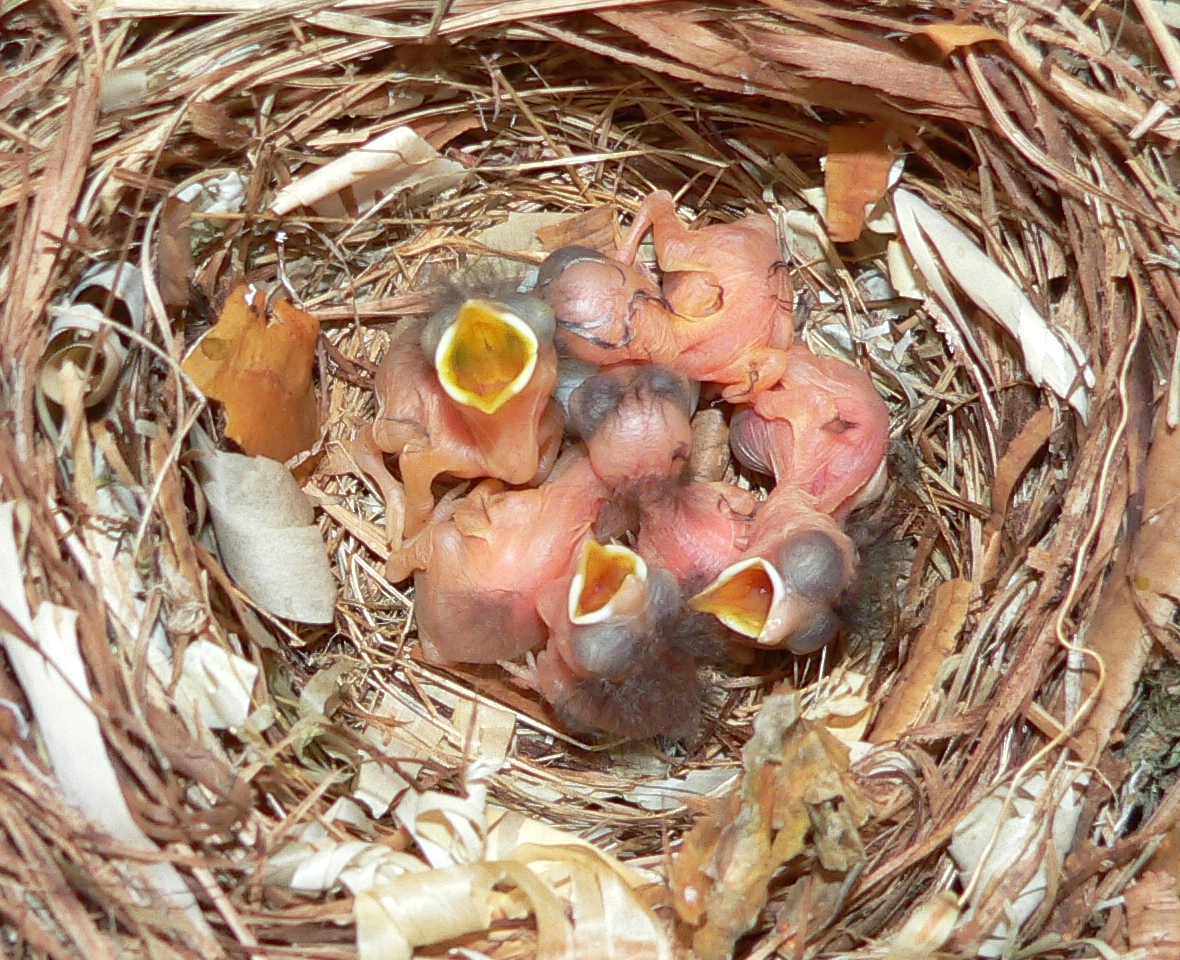
Junge Trauerschnäpper betteln mit geöffnetem Schnabel. Diese spezielle Form des Bettelns bei nestjungen Vögeln wird als „Sperren“ bezeichnet

Als Bettelverhalten oder kurz Betteln bezeichnet man in der Verhaltensbiologie ein Verhalten, durch das ein Sozialpartner (häufig ein Elternteil) zur Übergabe eines Objektes bewegt werden soll, in der Regel handelt es sich hierbei um Nahrung oder Wasser. Obwohl Bettelverhalten vor allem bei Jungtieren beobachtet wird, kann es auch bei erwachsenen Tieren auftreten, so betteln bsp. ausgewachsene Schimpansen und andere Primaten ihre Artgenossen um Futter an.

## Bettelverhalten junger Vögel
Das Bettelverhalten kann vor allem bei Jungtieren beobachtet werden, die von ihren Eltern Nahrung erbetteln wollen, z. B. bei den Nestjungen von Vögeln (z. B. als sperren; vgl. Abb.) So recken beispielsweise viele nestjunge Vögel beim Betteln ihren Kopf in die Höhe, sperren den Schnabel weit auf und geben zusätzlich für die Art typische Lautäußerungen von sich. Dieses spezielle Bettelverhalten wird als Sperren bezeichnet. Die Bettellaute, -bewegungen und andere Anteile des komplexen Verhaltens sind angeboren und wirken als Schlüsselreiz auf einen ebenfalls angeborenen Füttermechanismus der Eltern (Instinkt).
2023 wurde in einer Fachveröffentlichung berichtet, dass die Embryonen diverser Arten von Staffelschwänzen bereits im Ei die Lautäußerungen der sie erbrütenden Weibchen wahrnehmen, wobei diese Laute „strukturelle Ähnlichkeiten“ mit den späteren Bettellauten der geschlüpften Jungvögel aufweisen. Die Forschenden schlossen daraus, dass brütende Weibchen „die frühe Entwicklung ihres Nachwuchses aktiv beeinflussen können“.

## Erlerntes Betteln
Insbesondere bei Zootieren oder anderen in Gefangenschaft gehaltenen Tieren wird Bettelverhalten über Belohnungen erlernt. Hierbei kann nahezu jedes Verhalten dem Betteln dienen, wenn es durch die Abgabe von Futter oder ähnlichem belohnt wird.

## Beispiele für Bettelverhalten
- Jungtiere des Ringelastrild heben beim Betteln einen Flügel mit dem auffällig weißen Zeichenmuster steil in die Höhe, um auf sich aufmerksam zu machen.
- Kammzahnvampire, die bei einem nächtlichen Beuteflug erfolglos waren, betteln andere Gruppenmitglieder an, die daraufhin einen Teil des zuvor gesaugten Blutes heraufwürgen und so die Nahrung teilen. Dieses Betteln wird oft durch Fellpflege ausgedrückt.
- Bienenläuse leben im Pelz der Bienen, vornehmlich der Königin, und fressen vor allem bei der Fütterung der Königin vom dieser dargereichten Futter; sie betteln die Arbeiterinnen aber auch direkt an.

## Belege
1. 1 2 3 4  Stichwort „Entomophagen.“ In: Herder-Lexikon der Biologie. Spektrum Akademischer Verlag GmbH, Heidelberg 2003, ISBN 3-8274-0354-5
2. ↑  Sonia Kleindorfer, Lyanne Brouwer, Mark E. Hauber et al.: Nestling begging calls resemble maternal vocal signatures when mothers call slowly to embryos. In: The American Naturalist. Online-Vorabveröffentlichung [ohne Datum] 2023, doi:10.1086/728105.
Gesang von Vogelmüttern prägt Nachwuchs. Auf: orf.at vom 23. Oktober 2023.